# 东洋
東洋，或稱東瀛，字面上的意思是指「東方的海洋」，在現代漢語圈主要做為日本的別稱，但在其他漢字文化圈的語言中則有不同的用法。

## 各種用法

日本對於「東洋」指涉的範圍，包含東亞（綠色）、東南亞（藍色）以及南亞（橘色），與漢語圈或西方國家所稱的「東方世界」範圍相近

### 華語圈
在漢語圈，「東洋」一詞主要表示「日本」，偶爾也用於表示整個東亞地區，不過這用法較不常見或是古老用法。
「東洋」一詞確立可追溯至元朝，最初是相對於西洋的地理概念。大德年間成書的《大德南海志》中就已有對「東洋」的初步劃分，當時的「東洋」是指中國東南的沿海地區，包含現今被視為屬於東南亞的大部分南洋島嶼；其中又大致以爪哇海與巽他海峽作為區隔大、小東洋的分界。
明朝初期大體上承襲元朝的劃分方式，但在細部範圍上卻有許多不同描述。以鄭和下西洋的考據為例，張燮在其所著《東西洋考》中以今汶萊為分界，將呂宋、蘇祿、布里亞斯（貓里務）、摩鹿加（美洛居）一帶劃為東洋，與北方的臺灣（東番）相鄰。
以婆罗（Borneo）與文莱为界，以东称为东洋，以西称为西洋，故过去所称南海、西南海之处，明朝称为东洋、西洋，且暹罗湾之海称为“涨海”。

### 其餘漢字文化圈地區
「東洋」日語讀作，在日本廣義上是亞洲的代稱，狹義與常用定義上則是指東方世界，包括東亞（含東北亞）、東南亞以及南亞。
「東洋」朝鮮語讀作（Dongyang），在朝鮮半島廣義上與日本的狹義定義相同，狹義上則與歐洲人所稱的「遠東」意義相近，指的是中国、中南半島和馬來群島等地，以及與他們屬于相同文化圈的鄰近國家。
「東洋」越南语讀作，在越南指的是包括該國在內的整個中南半島地區，越南將該半島稱為「東洋半島」。

## 腳注
1. ↑  두산세계대백과[永久]